# الوارو اوکانیا
الوارو اوکانیا (انگلیسی: Álvaro Ocaña؛ زادهٔ ۲ فوریهٔ ۱۹۹۳) بازیکن فوتبال اهل اسپانیا است.